# Associazione Sportiva Pescara 1965-1966
Questa voce raccoglie le informazioni riguardanti l'Associazione Sportiva Pescara nelle competizioni ufficiali della stagione 1965-1966.

## Rosa
| N. |                   | Ruolo | Calciatore            |
| -- | ----------------- | ----- | --------------------- |
|    | Italia (bandiera) | C     | Giordano Bellei       |
|    | Italia (bandiera) | P     | Claudio Bottoni       |
|    | Italia (bandiera) | A     | Ennio Ciccolo         |
|    | Italia (bandiera) | C     | Sergio Dallan         |
|    | Italia (bandiera) | P     | Gino Di Censo         |
|    | Italia (bandiera) | D     | Visconti Follador     |
|    | Italia (bandiera) | A     | Ottavio Franceschetti |
|    | Italia (bandiera) | A     | Giuseppe Gallo        |
|    | Italia (bandiera) | A     | Domenico Gerosa       |
|    | Italia (bandiera) | C     | Antonio Giammarinaro  |
|    | Italia (bandiera) | C     | Steno Gola            |
|    | Italia (bandiera) | A     | Gabriele Guizzo       |

| N. |                   | Ruolo | Calciatore           |
| -- | ----------------- | ----- | -------------------- |
|    | Italia (bandiera) | D     | Vincenzo Magni       |
|    | Italia (bandiera) | C     | Vincenzo Martella    |
|    | Italia (bandiera) | A     | Vito Mele            |
|    | Italia (bandiera) | D     | Angelo Misani        |
|    | Italia (bandiera) | C     | Elio Parolini        |
|    | Italia (bandiera) | C     | Attilio Pieri        |
|    | Italia (bandiera) | C     | Bruno Pinna          |
|    | Italia (bandiera) | A     | Luigi Porro          |
|    | Italia (bandiera) | C     | Edmondo Prosperi     |
|    | Italia (bandiera) | D     | Ampelio Simeoni      |
|    | Italia (bandiera) | C     | Giuliano Tontodonati |
|    | Italia (bandiera) | A     | Danilo Torriglia     |